# Leroy Brown
Pour les articles homonymes, voir Brown.
Leroy Taylor Brown (né le 25 janvier 1902 à New York et décédé le 21 avril 1970 à Sharon) est un athlète américain spécialiste du saut en hauteur. Affilié au New York Athletic Club, il mesurait 1,78 m pour 64 kg.

## Biographie

### Palmarès
| Date | Compétition           | Lieu  | Résultat | Performance |
| ---- | --------------------- | ----- | -------- | ----------- |
| 1924 | Jeux olympiques d'été | Paris | 2e       | 1,95 m      |

### Records
| Épreuve         | Performance | Lieu | Date |
| --------------- | ----------- | ---- | ---- |
| Saut en hauteur | 1,994 m     |      | 1924 |